# Littérature du Xe siècle
Littérature du VIIIe siècle - Littérature du IXe siècle - Littérature du Xe siècle - Littérature du XIe siècle - Littérature du XIIe siècle

## Événements
- Vers 900 : diffusion de l'écriture cyrillique[1].
- Vers 904 : en Chine, les gravures sur pierre se font en sens inverse pour obtenir un estampage dans le bon sens[2].

- Vers 907-925/932 : le savant et philosophe persan Rhazès rejette le prophétisme et critique toutes les religions[3].

- 932-953 : en Chine, impression des Classique chinois sur planches de bois gravées à l'initiative de l'empereur Mingzong, achevée sous les Zhou postérieurs[4].
- 944-967 : amateur de lettres et de science, l'émir hamdanide Sayf al-Dawla abrite à sa cour  d'Alep le philosophe al-Farabi et les poètes al-Mutanabbi (915-965) et Abu Firas al Hamdani (932-968)[5].

- Vers 950 : le poète séfarade Dunash ben Labrat, né à Fès vers 920 et formé à Babylone par Saadia Gaon, s’établit à Cordoue, protégé par Hasdaï ben Shatprut. Il répond à Menahem ben Saruq, qui semble verser dans la doctrine du « karaïsme », pour défendre le rabbinisme. Menahem perd la faveur de Hasdaï ben Shatprut et quitte Cordoue pour Tortosa, sa ville natale, dans le nord-est de l’Espagne[6].

- 959-992 : développement de l’ordre des bénédictins en Angleterre sous l’influence de Dunstan de Cantorbéry, d’Æthelwold de Winchester et d’Oswald de Worcester[7]. Fabrication de livres à enluminures de très haute qualité.

- 961-976 : Al-Hakam II, calife de Cordoue, réunit selon la légende une bibliothèque de plus de 400 000 volumes. Il envoie ses agents dans le monde à la recherche d’ouvrages rares. Après 978, Almanzor crée une école de poésie à Cordoue, mais expurge la bibliothèque d’al-Hakam II des ouvrages qu’il juge suspects d’hérésie[8].

- 971-983 : à Yizhou, au Sichuan, le canon bouddhique est imprimé dans sa totalité au moyen de 130 000 plaques de bois gravées[4].

- 972-1039 : rédaction des premiers textes écrits en langue slovène, les Feuillets de Freising[9].

- 978 : en Chine, l'empereur Song Taizong fonde la bibliothèque du palais impérial, qui compte 80 000 ouvrages en 1035[10].

- 981 : Gerbert d'Aurillac sort vainqueur de la dispute de Ravenne[11], controverse philosophique sur l'usage de la raison qu'il théorise ultérieurement en 997/998 dans un traité  De rationali et ratione uti[12].
- 985-1014 : en Inde du Sud, le règne du Chola Rajaraja est marqué par une forte production de littérature tamoule[13]. Compilation du Tirumurai (en)[14].
- Vers 990 : Fulbert fonde l’école épiscopale de Chartres[15]

- Vers 991 ou 993 : les Buyides fondent une « Maison de la Science » (dār al-`ilm) à Bagdad, avec une bibliothèque de 10 000 volumes[16].

## Œuvres majeures
- Xe siècle : « Le Secret des secrets », en arabe Kitâb sirr al-'asrâr, un texte arabe sur la santé attribué à Abû Bakr al-Râzî (865-925), traduit par Jean de Séville entre 1112 et 1128 sous le titre De Regimine sanitatis ou Epistula Alexandro de dieta servanda puis vers 1220 par Philippe de Tripoli sous le titre Secretum Secretorum[17].

- 900-953 : le capitaine de navire persan Ibn Shahriyar rédige des récits de voyage qui sont compilés en un Livre des merveilles de l'Inde[18].

- 905, Poésie japonaise : l’empereur du Japon Daigo ordonne la compilation des waka, le Kokin wakashū (le recueil de poèmes de jadis et de maintenant). Cette anthologie sert de modèle aux vingt-et-unes suivantes (dernière en 1439)[19].

- Vers 920 : le moine Ekkehard de Saint-Gall compose en latin le poème épique Waltharius inspiré de traditions germaniques[20].
- Vers 930 : Odon de Cluny compose La vie de Géraud d'Aurillac[21].
- Vers 932 : Constantin VII Porphyrogénète dirige la rédaction d’une encyclopédie. Il traite lui-même les sujets politiques : Vie de Basile Ier, Livre des cérémonies, Livre des thèmes, Livre de l’administration de l’Empire. Il existe une encyclopédie rurale (les Géoponiques), militaire, lexicographique (la Souda). Le livre des thèmes (934-944) mentionne 29 thèmes, 12 en Europe, 17 en Asie mineure[22]. Il y en a 81 en 975.

- Vers 948-952 :
  - Flodoard rédige son Histoire de l'Église de Reims[23].
  - De administrando Imperio, de Constantin VII Porphyrogénète[24].
- Avant 950 : en Scandinavie, début de la rédaction des Hávamál (Dits du Très-Haut) poème gnomique des Eddas donnant des conseils de sagesse et de savoir vivre[25].
- Vers 950 :
  - dans l'empire abbasside, on compile la première édition des Contes des mille et une nuits[26].
  - Adson de Montier-en-Der rédige un traité sur l'Antéchrist, De ortu et tempore Antichristi, à la demande de la reine Gerberge[27].

- Vers 960 : la poétesse germanique Hrotsvita de Gandersheim écrit les Gesta Oddonis, une histoire d'Otton le Grand, entre Noël 967 et 968[28].
- 961 : rédaction du  Livre des miracles de Sainte Foy par un moine[26].

- 970-990 : le séfarade Jeuda ben Sheshet, élève de Dunash ben Labrat, rédige une « Réponse » aux gaonims de Babylone, pour défendre l’orthodoxie rabbinique contre les karaïtes, qui ne reconnaissent pas le Talmud[29].

- 974 : 
  - rédaction en de la Nodicia de Kesos l'un des plus anciens documents écrits de la péninsule Ibérique en une langue romane qui n'est plus du latin[30].
  - rédaction au Japon du Kagerō Nikki (journal d'une éphémère (ou des fumeroles)), par Fujiwara no Michitsuna no Haha (la mère de Michitsuna), qui décrit la vie d'une femme de dignitaire dans la société japonaise polygame entre 954 et 974[31].
- 976-977 : sous l'émir samanide Mansur Ier , le poète persan Daqiqi commence la rédaction d’un poème épique à partir des compilations récentes de la tradition nationale, le Shâhnâmeh (le Livre des Rois). Après sa mort vers 978, le poète persan Ferdowsi reprend le projet d’épopée nationale, terminé le 8 mars 1010[32].
- Vers 980 : le biographe et écrivain arabe Ibn al-Nadim achève son recueil Kitab-al-Fihrist, dans lequel il inventorie dans tous les grands auteurs arabes et persans suivant un plan encyclopédique[33].

- Entre 983 et 985 : les frères de la pureté  (Ikhwan al-Safa) composent à Bassorah une encyclopédie en 52 épitres répartis en quatre volumes[34].

- 985 : au Japon, le moine bouddhiste Genshin (源信, 942-1017) publie l'Ojo Yoshu (往生要集, Principes essentiels de la renaissance dans la Terre pure)[35].
- Vers 990 : le Chant de la bataille de Maldon est composé en Angleterre.
- Vers 990-1015 : Geste des premiers ducs de Normandie de Dudon de Saint-Quentin[36].
- 991-998 : Richer de Reims rédige ses Histoires, principale source historiographique de l'époque[37].

- Au Japon, édition d'un recueil anonyme de cent vingt-cinq récits d'aventures sentimentales, les contes d'Ise (Ise monogatari) ou Vantardises d'Ise. Compilation des Contes de Yamato (Yamato monogatari) au milieu du siècle[38].

## Naissances
- vers 940 : Aboulcassis.
- 965 : Alhazen
- 980 : Avicenne, philosophe, écrivain, médecin et scientifique perse.

## Décès
- 925 : Abû Bakr al-Râzî
- 950 : Al-Farabi, philosophe persan.